# Gerlebogk
Gerlebogk ist ein Ortsteil der Stadt Könnern im Osten des Salzlandkreises in Sachsen-Anhalt.

Lage von Gerlebogk in Könnern

## Geographie
Gerlebogk liegt zwischen den Städten Bernburg (Saale), Köthen (Anhalt), Gröbzig und Könnern in einer landwirtschaftlich intensiv genutzten Schwarzerde-Region. Das flachwellige, weitgehend waldlose Gelände fällt im Südwesten allmählich zum Fuhnetal ab und erreicht im Akazienberg 104 m ü. NN. Der Landkreis Anhalt-Bitterfeld grenzt unmittelbar an den Osten der Gemarkung Gerlebogk.
Zur ehemaligen Gemeinde Gerlebogk gehörte der Ortsteil Berwitz.

## Geschichte
Der Name des Ortes lässt sich vom althochdeutschen Ger = Speer, Waffe herleiten. Das Gebiet des Landkreises Bernburg wurde bereits vor 6.500 Jahren ackerbaulich genutzt. Gerlebogk und die umliegenden Dörfer sind Siedlungsanlagen aus dem 10. und 11. Jahrhundert.
Im Jahre 1695 wurde als Ersatz für die im Dreißigjährigen Krieg zerstörten Kirche eine neue Kirche erbaut. Diese Kirche wurde im Jahre 1815 wegen Baufälligkeit ersatzlos abgerissen.
Erst in den Jahren 1961 bis 1964 wurde wieder, in eine Häuserzeile hinein, eine neun mal fünf Meter große Kirche gebaut. Sie bietet 20 Personen Platz, sie hat einen kleinen Glockenturm (Die Glocke wurde im Jahre 1965 gegossen.) und sie ist auch gleichzeitig das kleinste Kirchengebäude in Sachsen-Anhalt. 
1798 begann man Braunkohle im Tagebau, teilweise auch unter Tage, in Gerlebogk abzubauen, zuerst in geringen Mengen wegen der geringen Nachfrage. Ab der Mitte des 19. Jahrhunderts weitete sich der Abbau aus, die Grube Franz in Gerlebogk förderte bis 1929 Kohle. Im Jahre 1900 war die Gemeinde durch Eisenbahnlinien in alle Richtungen verbunden (Kleinbahnlinien Nauendorf–Gerlebogk, Biendorf–Gerlebogk). Der schon lange zurückliegende Braunkohleabbau hat in Gerlebogk und Umgebung zahlreiche Restlöcher hinterlassen, die heute teilweise als Badesee genutzt werden (Rohrteich).
Gerlebogk und Berwitz gehören historisch zu Anhalt. Ab 1863 lagen beide Orte im Landkreis Köthen im Fürstentum Anhalt, das 1918 zum Freistaat Anhalt wurde. 1932 kam Gerlebogk mit Berwitz zum Landkreis Dessau-Köthen, der 1950 in Landkreis Köthen umbenannt wurde. Durch die zweite Kreisreform in der DDR im Jahr 1952 wurde Gerlebogk dem Kreis Bernburg im Bezirk Halle zugeteilt, der 1990 zum Landkreis Bernburg wurde und 2007 im Salzlandkreis aufging.
Am 1. Januar 2010 wurde die bis dahin selbstständige Gemeinde Gerlebogk zusammen mit den Gemeinden Cörmigk, Edlau und Wiendorf in die Stadt Könnern eingemeindet.

## Kultur und Sehenswürdigkeiten
Auf dem Ortsfriedhof erinnert das Grab von Albert Hädecke an einen Kommunisten, der zu Beginn der Zeit des Nationalsozialismus 1933 in Köthen erschlagen wurde, weil er eine rote Fahne gehisst hatte.
|  |  |

## Verkehrsanbindung
Durch Gerlebogk führt die Landesstraße 148 von Köthen (Anhalt) nach Könnern mit der Autobahn-Anschlussstelle Könnern (A 14 von Halle (Saale) nach Magdeburg). Weitere Straßen verbinden Gerlebogk mit Bernburg (Saale) und Gröbzig. Die nächsten Bahnhöfe befinden sich in Biendorf und Könnern.
Der Bahnhof Gerlebogk lag an der Bahnstrecke Nauendorf–Gerlebogk und der Bahnstrecke Biendorf–Gerlebogk, die inzwischen stillgelegt sind.